# Звезда (Тирговиштська область)
Звезда́ (болг. Звезда) — село в Тирговиштській області Болгарії. Входить до складу общини Попово.

## Населення
За даними перепису населення 2011 року у селі проживали 148 осіб.
Національний склад населення села:
| Національність   | Кількість осіб | Відсоток |
| ---------------- | -------------- | -------- |
| турки            | 87             | 59,2%    |
| болгари          | 54             | 36,7%    |
| не визначились   | 5              | 3,4%     |
| Всього відповіли | 147            |          |

Розподіл населення за віком у 2011 році:
Динаміка населення: